# Manuel Fernandes
Manuel Fernandes, (nascut el 5 de febrer de 1986 a Lisboa) és un futbolista portuguès que juga cedit al Besiktas JK pel València CF. És cosí del jugador del Chievo Verona Gelson Fernandes.

## Qualitats
Manuel Fernandes és un complet centrecampista mixt de grans qualitats per a consolidar-se en el futur com un dels millors jugadors en la seua posició. La seua actitud és ressenyable tant en labors ofensives com defensives. Malgrat la seua joventut, és tot un pulmó i un exemple de lliurament en la contenció. A més, s'incorpora molt bé a l'atac des de la segona línia i sorprèn pel seu bon tir, sec però a voltes molt dalt si no tira ras. Manuel Fernandes és producte del planter del Benfica i va trobar continuïtat en les categories inferiors de la selecció portuguesa. José Antonio Camacho fou el primer a apostar per ell i el seu rendiment arribà prompte: als 20 anys es va convertir en imprescindible al Benfica, el que va donar donar pas a un fitxatge pel Portsmouth de gran quantia i després pel Everton FC. Actualment és jugador del València CF.

## Clubs
Manuel Fernandes és un producte del juvenil del Benfica que es va estrenar en el primer equip durant l'estació de 2003/04, sota les ordes de José Antonio Camacho. Va causar una grata impressió immediatament tant a Camacho com als seguidors del Benfica i es va fer el segon jugador més jove al marcar en el seu segon partit. En 2003 ell era part de l'equip de Portugal que va arribar als quarts de final en el mundial SUB-17 abans de ser eliminat per Espanya 5-2.

### Benfica
Es va fer amb un lloc en el centre de centre del camp al costat de Petit en l'estació de 2004/05. Sota la direcció de l'entrenador italià Giovanni Trapattoni i va ajudar al Benfica a guanyar la Superliga. Va jugar 5 partit i el Benfica va alçar el trofeu de campionat per primera vegada en 11 anys. També va fer set aparicions en la UEFA abans que l'equip de Lisboa fos eliminat pel CSKA Moscou.
Havent representat a Portugal en cada categoria des de la SUB- 15 cap amunt, va fer la seua estrena internacional en un amistós contra República d'Irlanda al febrer de 2005. Un mes més tard, en el seu segon partit com a jugador, Manuel Fernandes va obrir el seu compte de golejador internacional marcant el primer gol del 4-1 final. Durant la pretemporada 2005/06, Manuel Fernandes es va operar en Múnic a causa d'una hèrnia. Va ser tractat pel doctor d'especialista Ulrike Muschaweck.
En 2005-06 Manuel Fernandes anotà en la Champions al Vila-real CF en la lligueta de grups abans que el Benfica fóra eliminat en els Quarts de final pel FC Barcelona.

### Portsmouth
Va tenir un efímer pas per aquest equip anglès.

### Everton
Fernandes va donar el pas definitiu en la seua carrera rendint a un nivell excel·lent i això provoque el seu fitxatge pel valència CF.

### València
Fernandes fitxa pel València CF a l'agost de 2007 per 18 milions i serà xè durant uns sis anys amb una clàusula de 60 milions. Després de ser cedit el segon tram de la temporada 2007-2008 a l'Everton, retorna en estiu al conjunt de la capital del Túria. El 5 d'octubre de 2008 marca el seu primer gol amb el València contra el Valladolid

### Everton
Al gener 2008 Fernandes arribava a l'Everton Football Club cedit, però amb una opció de compra que Everton podria haver exercit al final de la campanya.